# Johnnys
Les Johnnys (ジャニーズ, Janīzu) est le nom d'un boys band japonais créé par Johnny Kitagawa avant la formation de  l'agence japonaise de talents Johnny & Associates.

## Histoire
Formé en avril 1962, le groupe est actif jusqu'au 20 novembre 1967. Ils sont considérés comme l'un des premiers groupes d'idoles japonaises. Johnnys est également une abréviation pour Jimusho Johnny et aussi pour les talents signés par l'agence. Pour des raisons de commodité au Japon, le groupe est souvent appelé « première génération Johnny » ou « Johnnys fondateurs ». Pour ceux considérés comme bishōnen, le terme Johnnys Type est employé. Le mot, malgré la référence à l'apparence masculine, ne doit pas être confondu avec le mot Ikemen.
Leur premier simple Wakai Namida (1964) est composé par Hachidai Nakamura avec des paroles de Rokusuke Ei. Nakamura et Ei ont préalablement écrit les paroles et la musique du succès Sukiyaki de Kyū Sakamoto, numéro 1 aux Billboard Hot 100 américain. Le 31 décembre 1965, les Johnnys interprètent la chanson Mack the Knife lors de la 16e édition de l'émission télévisée Kōhaku Uta Gassen de la NHK organisée au Théâtre Takarazuka de Tokyo.

## Membres
- Hiromi Maie (真家 ひろみ, Maie Hiromi?) (1er novembre 1946 — 6 mars 2000)
- Osami Iino (飯野 おさみ, Iino Osami?) (23 août 1946)
- Ryō Nakatani (中谷 良, Nakatani Ryō?) (18 septembre 1947)
- Teruhiko Aoi (青井 輝彦, Aoi Teruhiko?) (10 janvier 1946)

## Discographie

### Simples
1. Wakai Namida (Young Tears)
2. Wakai Yoru (Young Night)
3. Honō no Kaabu (Curved Flame)
4. Girl Happy
5. Eiko no March (Glorious March)
6. Kimi ga Wakmono Nara (You are a Young Man)
7. Naiteita Jonie (Crying Jonie)
8. Batman  ; utilisée comme chanson thème pour la diffusion japonaise de la série télévisée Batman
9. Ōi Waai Chichichi
10. Kiri no Yoru no Aijō (The Sorrow of the Night's Fog)
11. Tokei o Tomete (Clock's Stopped)
12. Taiyō no Aitsu (Guy of the Sun)
13. Itsuka Dokoka de (Someday, anywhere)
14. Kawai Nihon no Uta (Song of Japan's Youth)
15. Hello Johnnys

### Albums
1. Jyaniizu to Amerika Ryokou ~ Jyaniizu Shou Jikkyou Rokuon (Johnnys and an American Journey ~ Johnnys Real Recording~)

## Source de la traduction
- (en) Cet article est partiellement ou en totalité issu de l’article de Wikipédia en anglais intitulé « Johnnys » (voir la liste des auteurs).